# Дварахат
Дварахат (Dwārāhāt, англ. Dwarahat, гінді पौड़ी) — селище в окрузі Алмора індійського штату Уттаракханд. У місті діє Кумаонський інженерний коледж, заснований в 1991 році, крім нього місто відоме руїнами стародавніх храмів часів держави Катьюрі.